# Helenopol (powiat kościański)
Helenopol – osada w Polsce położona w województwie wielkopolskim, w powiecie kościańskim, w gminie Czempiń.
W okresie Wielkiego Księstwa Poznańskiego (1815-1848) miejscowość wzmiankowana jako folwark Helenopol należała do wsi mniejszych w ówczesnym pruskim powiecie Kosten rejencji poznańskiej. Helenopol należał do okręgu czempińskiego tego powiatu i stanowił część prywatnego majątku Borowo, którego właścicielem był wówczas Mizerski. Według spisu urzędowego z 1837 roku folwark Helenopol liczył 8 mieszkańców, którzy zamieszkiwali jeden dym (domostwo).
W latach 1975–1998 miejscowość administracyjnie należała do województwa poznańskiego.